# مدل جمعیت
مدل جمعیت (به انگلیسی: Population model) نوعی مدل ریاضی است که برای مطالعه پویایی‌شناسی جمعیت به کار می‌رود.
مدل‌ها درک بهتری از نحوه عملکرد برهم‌کنش‌ها و فرآیندهای پیچیده را امکان‌پذیر می‌کنند. مدل‌سازی تعاملات پویا در طبیعت می‌تواند راهی قابل مدیریت برای درک اینکه چگونه اعداد در طول زمان یا در ارتباط با یکدیگر تغییر می‌کنند، ارائه دهد. بسیاری از الگوها را می‌توان با استفاده از مدل‌سازی جمعیت به عنوان ابزار مورد توجه قرار داد.
مدل‌سازی جمعیت بوم‌شناختی به تغییرات در پارامترهایی مانند اندازه جمعیت و توزیع سنی در یک جمعیت مربوط می‌شود. این ممکن است به دلیل تعامل با محیط، افراد گونه‌های خود یا گونه‌های دیگر باشد.
مدل‌های جمعیتی برای تعیین حداکثر برداشت برای کشاورزان، درک پویایی تهاجم‌های زیستی و برای حفظ محیط زیست استفاده می‌شوند. مدل‌های جمعیتی نیز برای درک گسترش انگل‌ها، ویروس‌ها و بیماری‌ها استفاده می‌شوند.
یکی دیگر از راه‌های مفید، مدل‌های جمعیت زمانی است که گونه‌ها در معرض خطر انقراض قرار می‌گیرند. مدل‌های جمعیتی می‌توانند گونه‌های شکننده را ردیابی کنند و کار کنند و از کاهش آن جلوگیری کنند.